# 特雷桑当
特雷桑当（法語：Tressandans，法語發音：[tʁɛsɑ̃dɑ̃]）是法国杜省的一个市镇，属于贝桑松区。

## 地理
特雷桑当（47°29'53"N, 6°20'4"E）面积2.34 平方千米，位于法国勃艮第-弗朗什-孔泰大區杜省，该省份为法国东部内陆省份，北起上索恩省，西接汝拉省，东部及东南部与瑞士接壤，东北部与贝尔福地区省接壤。
与特雷桑当接壤的市镇（或旧市镇、城区）包括：沙塞莱蒙博宗、博纳勒、鲁日蒙。

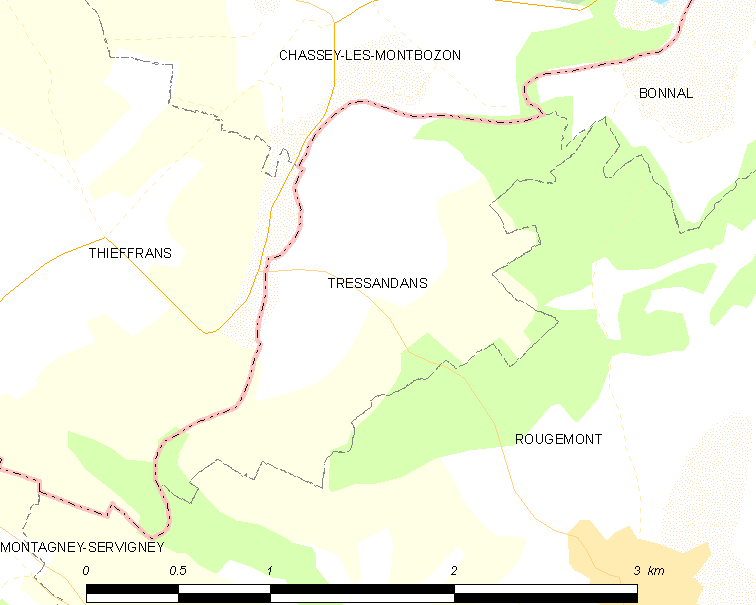
特雷桑当的OSM定位图

特雷桑当的时区为UTC+01:00、UTC+02:00（夏令时）。

## 行政
特雷桑当的邮政编码为25680，INSEE市镇编码为25570。

## 政治
特雷桑当所属的省级选区为博姆莱达姆县。

## 人口

1962-2008年间特雷桑当人口变化图示

特雷桑当于2022年1月1日时的人口数量为28人。